# Roberto Lippi
Roberto Lippi (n. 17 octombrie 1926) a fost un pilot italian de Formula 1 care a evoluat în Campionatul Mondial între anii 1961 și 1963.